# Hygrophila stocksii
Hygrophila stocksii är en akantusväxtart som beskrevs av T. Anders. och C. B. Cl.. Hygrophila stocksii ingår i släktet Hygrophila och familjen akantusväxter. Inga underarter finns listade i Catalogue of Life.